# Loch Gorm (Islay)
Loch Gorm, veraltet auch Guirm, ist der größte See auf der schottischen Hebrideninsel Islay.

## Beschreibung
Er liegt in den flachen Ebenen an der nördlichen Grenze der Halbinsel Rhinns of Islay, welche den Südwesten der Insel ausfüllt. Loch Gorm weist eine maximale Länge von 2,5 km und eine Breite von 1,9 km auf. Er besitzt mehrere kleine Zuflüsse, der Hauptzufluss ist jedoch der Leoig, der aus dem nördlich gelegenen Loch Corr abfließt. Aus Loch Gorm fließen zwei Bäche ab. Der Saligo River im Nordwesten mündet nach knapp zwei Kilometern in der Saligo Bay in die Schottische See, während der Allt nan Criche im Südwesten abfließt und in die Machir Bay mündet. Obschon Loch Gorm inmitten von Torfmooren gelegen ist, besitzt er einen sandigen Grund und ist in der Regel flach. Loch Gorm ist über die B8028, die zwischen Bridgend und Port Charlotte von der A847 abzweigt, erreichbar. Er eignet sich zum Forellenfischen.

## Inseln
In Loch Gorm befinden sich drei Inseln. Die im Südosten etwa 350 m vom Seeufer entfernt gelegene Eilean Mor war Standort einer Loch Gorm Castle genannten Burg der McDonalds in ihrer Zeit als Lords of the Isles. Diese wurde 1608 zerstört, jedoch wieder aufgebaut. Die heute erhaltenen Ruinen zeigen einen quadratischen Grundriss mit runden Ecktürmen. Wahrscheinlich stammen die Gebäude aus dem späten 16. und frühen 17. Jahrhundert. Nahe der Burganlage befand sich ein Bootsanleger.
Bei der Insel im Osten des Sees könnte es sich um einen Crannóg handeln. Ob es sich um eine künstliche Insel handelt, ist nicht gesichert. Es existiert ein teilweise erhaltener, unter Wasser befindlicher Damm zum Ostufer des Sees, von dem jedoch heute nur noch das Mittelstück vorhanden ist. Inmitten der Insel befinden sich die 80 cm mächtigen Grundmauern eines 6 m × 5 m messenden Gebäudes. Inwiefern es sich bei Gebäude und Damm um historische Bauwerke handelt, ist nicht geklärt.
Im Westen von Loch Gorm befindet sich mit Eilean nan Uan die größte der drei Inseln. Sie ist nur etwa 150 m vom Seeufer getrennt. Auf dieser Insel sind keine Bauwerke verzeichnet.